# Dario Minieri
Dario Minieri (Rome, 10 februari 1985) is een professionele pokerspeler uit Italië. Tijdens het $10.000 No Limit Hold'em Main event van de World Series of Poker 2007 nam Minieri enige tijd de leiding, maar eindigde uiteindelijk 96ste van de 6358 deelnemers. Een jaar later wist hij wel een World Series of Poker toernooi te winnen.
Minieri maakt deel uit van een door PokerStars gesponsorde groep pokerprofessionals genaamd 'Team PokerStars'. Hij speelt online onder de naam 'Dariominieri'. Minieri won tot en met 2018 meer dan $1.850.000 in live-toernooien.

## World Series of Poker bracelets
| Jaar | Toernooi                           | Prijs    |
| ---- | ---------------------------------- | -------- |
| 2008 | $2.500 No-Limit Hold'em Six-handed | $528.418 |

## Trivia
- Minieri is een uitgesproken fan van voetbalclub AS Roma en draagt altijd als hij speelt een sjaal van deze club.